# Ком (хижа)
Вижте пояснителната страница за други значения на Ком.
Името „Ком“ носят 2 туристически хижи - нова и стара, в Берковския Балкан, в подножието на един от високите върхове на Стара планина - Ком. И двете хижи са двуетажни, електрифицирани и водоснабдени. Двете хижи служат за отправна точка при покоряване на българската част от европейския туристически маршрут Е-3, известна още като маршрут „Ком - Емине“.

## Стара хижа
Старата хижа е разположена в местността Покоя на надморска височина 1620 м. Сградата е с капацитет 28 места с външен и вътрешен санитарни възли. На разположение са туристическа кухня и столова. Отоплението е на твърдо гориво и електрически печки.
Намира се на около 30 минути от новата хижа по почвен път и от нея тръгват пътеки към връх Ком (около 1,5 – 2 часа), местността Малък самар, с. Бързия и летния туристически път към хижа „Петрохан“.

## Нова хижа
Новата хижа „Ком“ се намира в местността Горна кория, на надморска височина 1506 м. Сградата ѝ е масивна, с капацитет 120 места. Хижата е с централно отопление, половината стаи са с общ санитарен възел на етажа, а другата половина - със самостоятелни възли. Разполага с ресторант, туристическа кухня и столова.
Новата хижа е достъпна по добър асфалтов път от Берковица (около 14 км) и на около 3.30 часа пеш по маркирани пътеки от Берковица и от Петрохански проход. Близките туристически обекти са: Вазов камък (на около 20 минути), връх Щърковица (на около 40 минути), хижа „Малина“ (на около 3 часа), лагер „Пръшковица“ (на около 2 часа). В новата хижа се поставя туристическият печат за връх Ком.
- Карта на маршрутите в района на новата хижа
- Информационна табела пред новата хижа
- Поглед към Берковица от височината на новата хижа „Ком“